# أوسكار آرياس سانشيز
أوسكار آرياس سانشيز (بالإسبانية: Óscar Rafael de Jesús Arias Sánchez) الذي ولد في 13 سبتمبر 1940 هو اقتصادي ومحامي ترأس كوستاريكا بين (1986 - 1990) و(2006 - 2010). تحصل سنة 1987 على جائزة نوبل للسلام لعمله على إحياء السلام والعمل على إيجاد حل للنزاعات المسلحة في المنطقة.

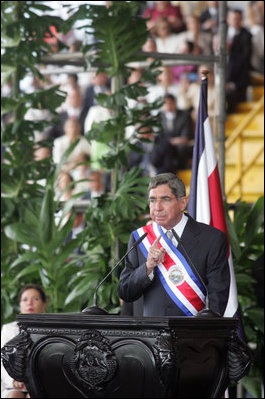
أرياس في عام 2006

فاز بالانتخابات الرئاسية سنة 2006 واستلم مهامه في 8 ماي 2006 خلفا لهابيل باتشيكو.

## إصابته بإنفلونزا الخنازير
أصيب في يوم 11 من أغسطس عام 2009 بمرض إنفلونزا الخنازير.

## روابط خارجية
- أوسكار آرياس سانشيز على موقع الموسوعة البريطانية (الإنجليزية)
- أوسكار آرياس سانشيز على موقع مونزينجر (الألمانية)
- أوسكار آرياس سانشيز على موقع إن إن دي بي (الإنجليزية)